# ليونيد غافريلوف
ليونيد غافريلوف (بالإنجليزية: Leonid Gavrilov)‏ هو عالم سكان وعالم وراثة وكيميائي أمريكي، ولد في 28 أغسطس 1954 في يكاترينبورغ في روسيا.